# Fort aan de Nekkerweg
Het Fort aan de Nekkerweg (Fort Beemster) in Halfweg (Beemster), op het kruispunt Volgerweg en Nekkerweg, is onderdeel van de Stelling van Amsterdam. Sinds 2012 is het fort in gebruik als wellnesscentrum met onder andere sauna's, hotel, restaurant en vergadercentrum onder de naam Fort Resort Beemster

## Bijzonderheden
De waterreservoirs en de waterontijzeringsinrichting zijn unieke kenmerken van het fort. De wateropvang bestaat als zodanig nog steeds. Daarnaast is er een gescheiden waterafvoer voor een zogenoemd grijswatercircuit.

## Geschiedenis
Het fort kwam niet voor in de eerste plannen van minister Anthonie Ernst Reuther. Het is later, samen met het Fort bij De Kwakel, alsnog toegevoegd aan de Stelling. Het fort is een model B waarbij de twee hefkoepelgebouwen via poternes zijn te bereiken. Na de ingebruikname in 1912 (op de gevel is abusievelijk 1913 gebeiteld) waren er militairen in het fort gelegerd, zij hadden tot taak de verdediging van de accessen gevormd door de Nekkerweg en Volgerweg in de Beemster.
Tussen dit fort en het westelijker gelegen Fort aan de Middenweg ligt een inlaatsluis waardoor water uit het Noordhollandsch Kanaal de Beemster kon inunderen. De sluis is later dichtgestort.
Samen met Fort aan de Jisperweg en Fort bij Spijkerboor deed het fort tussen 1918 en 1921 dienst als gevangenis. In 1918 brak er een opstand uit omdat de gevangenen dachten dat de revolutie was uitgebroken. In de eindfase van de Tweede Wereldoorlog was het fort een gevangenis voor Duitse krijgsgevangenen. Vanaf 1946 werd het fort gebruikt als bewaringskamp voor (politieke) delinquenten en van 1951 tot 1982 als opslag en magazijn voor springstoffen.
In 2011-2012 is het fort in 14 maanden tijd omgebouwd tot luxe wellnesscentrum met hotel en restaurants. Er is 28 kilometer vloerverwarming aangebracht, gevoed met de warmte die wordt teruggewonnen uit afvalwater van onder meer sauna’s en douches. De renovatie werd bekroond met de Pieter van Vollenhovenprijs.

## Foto's

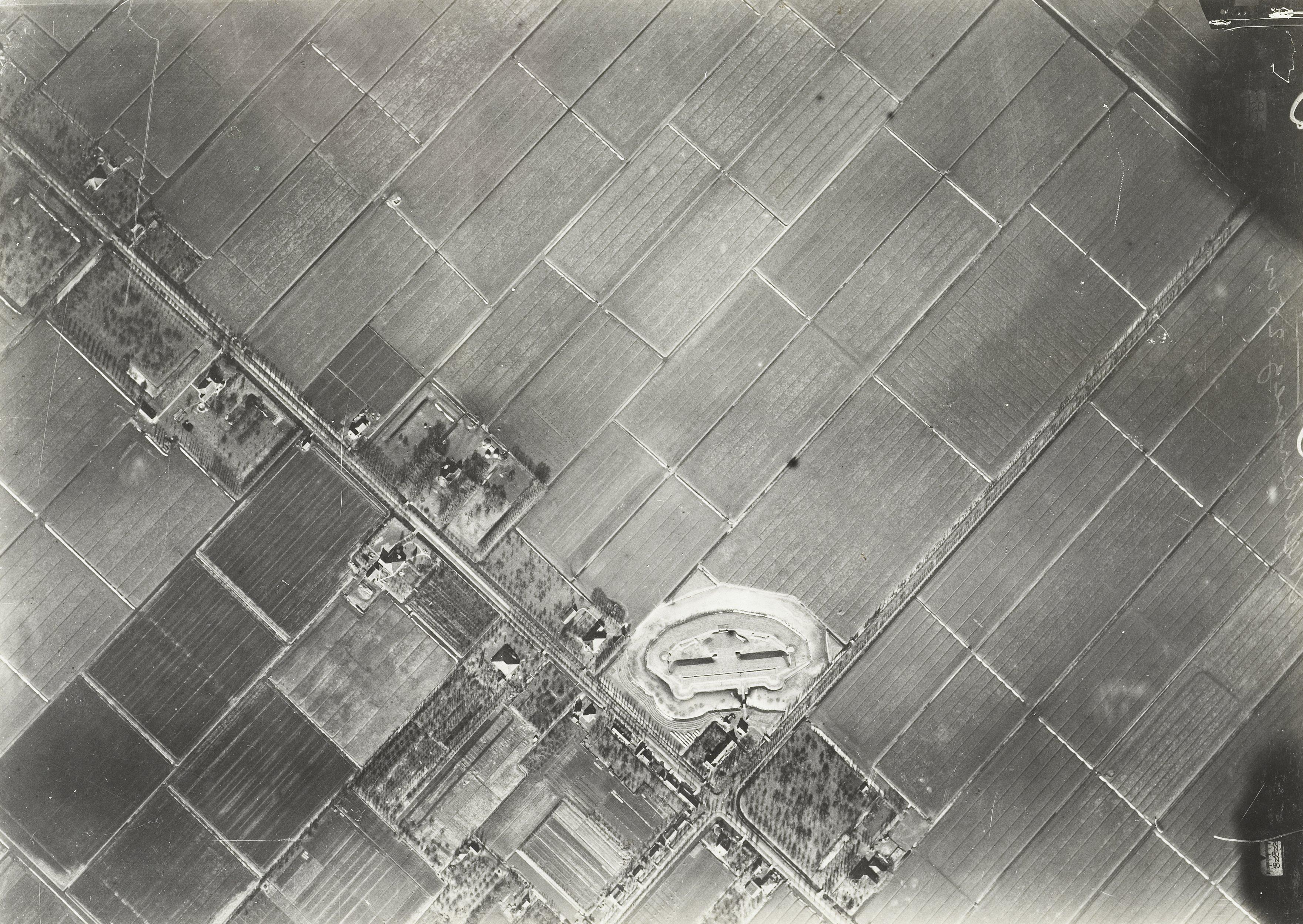
Luchtfoto jaren dertig
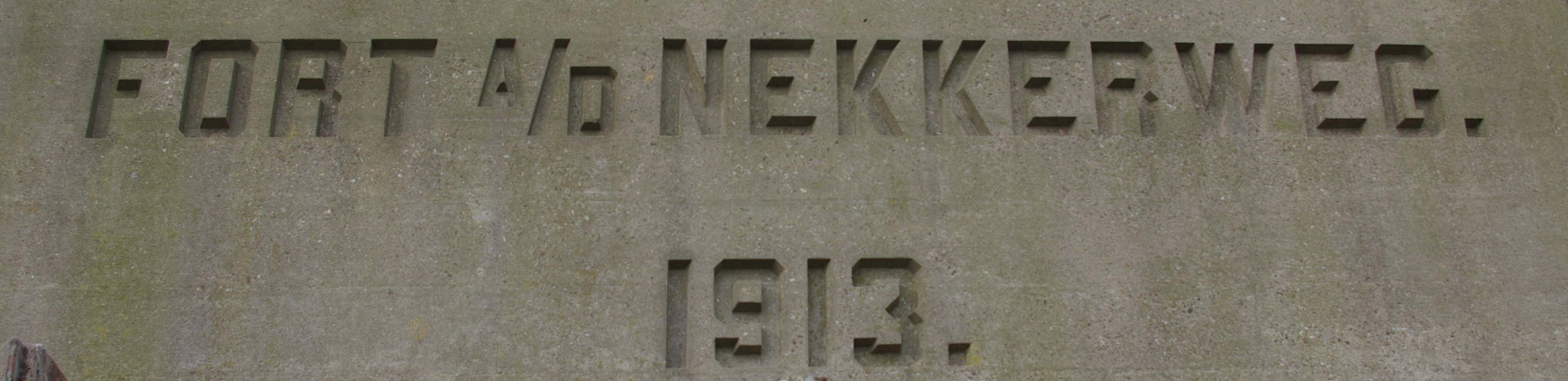
muur
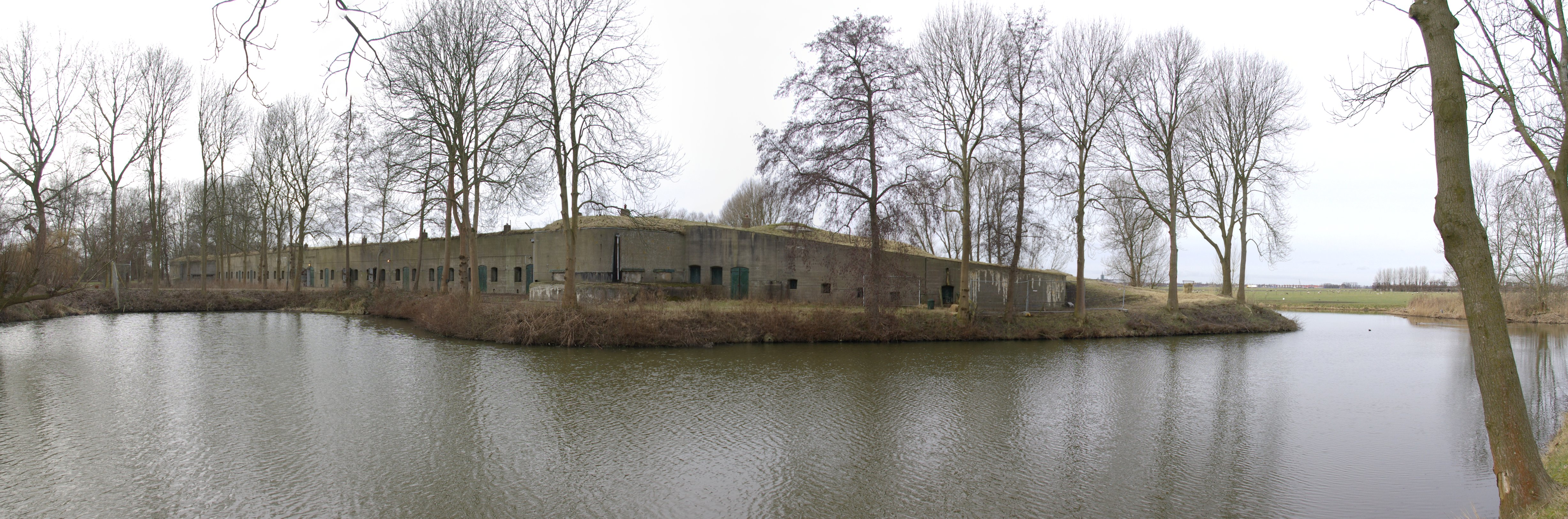
overzichtsfoto
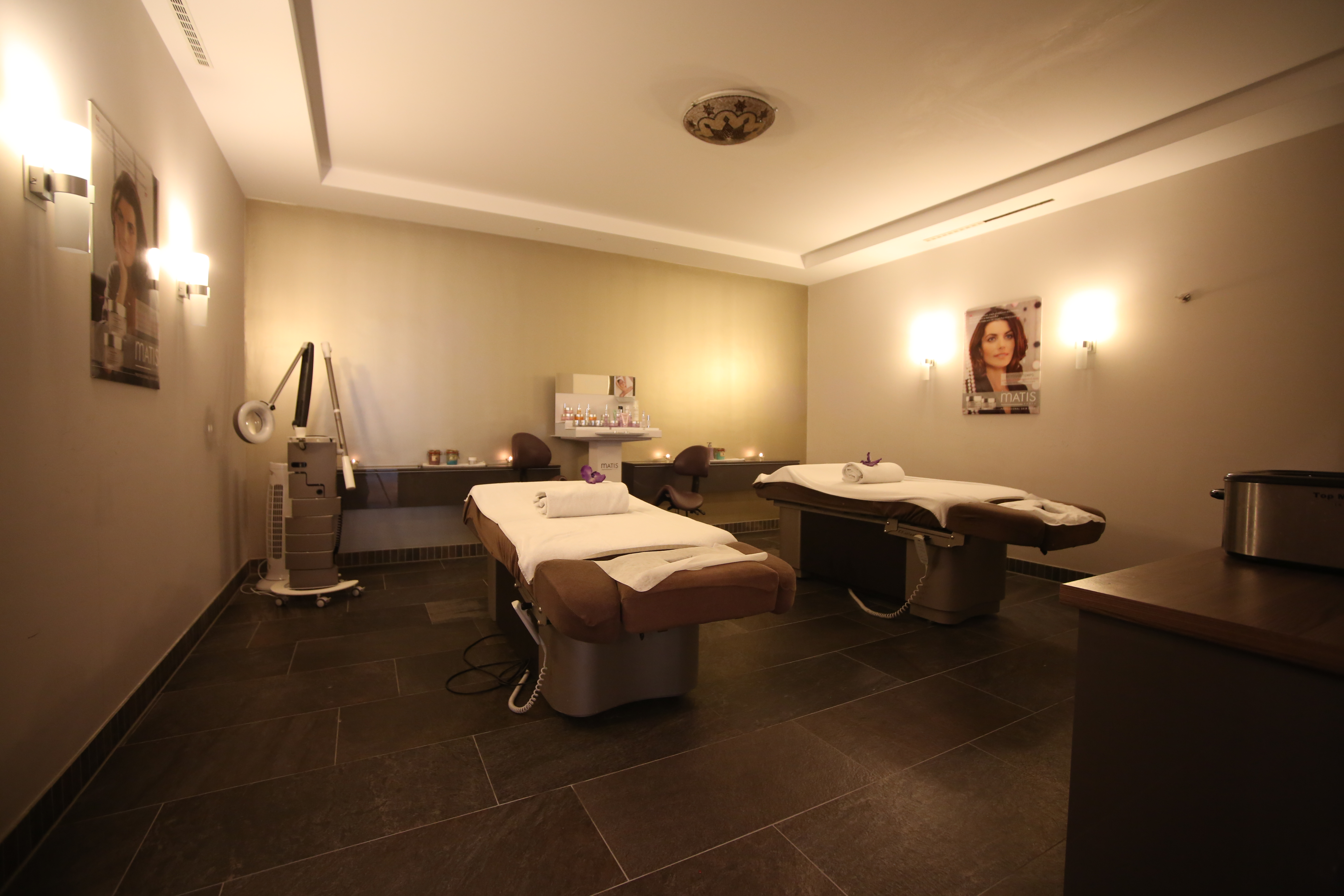
Behandelruimte in het fort